# Бертран Тулуски
Бертран Тулуски (или: Бертран од Тулузе, Бертран од Сен Жила, Бертран од Триполија; 1065. — 21. април 1112.) био је гроф Тулузе и први гроф Триполија (1109—1112).
Бертран Тулуски био је син Ремона Тулуског из првог брака. Године 1109. из Француске долази у Свету земљу. Са око 4000 ратника који су са њим стигли из Француске уз помоћ ђеновљанске флоте, био је војна снага која се морала поштовати. Поред ђеновљанске, обезбедио је подршку Византијског царства. Осетивши се довољно снажним, затражио је оно што је његов отац освојио. Најпре је посетио Танкреда и затражио онај део Кнежевине Антиохије који је његов отац освојио још 1098. године. Танкред му је наредио да сместа напусти Антиохију.
Након тога, Бертран се упутио у Тортосу, где је од Виљема Жордана затражио град. Виљем је тај захтев одлучно одбио, али се обратио за помоћ Танкреду плашећи се Бертранове моћи. Танкред је позив у помоћ сместа прихватио.
Бертран није био неразуман да би дошао у директан сукоб са Виљемом, па се повукао из Тортосе и започео сам да опседа Триполи. Бертран је добро знао да нема довољно снаге да се носи са Танкредом, па је послао позив у помоћ јерусалимском краљу Балдуину понудивши му вазалство као накнаду за помоћ против Виљема и Танкреда. Балдуин, Танкредо, Виљем и Бертран су се окупили пред зидинама и даље незаузетог Триполија.
Бертрам је могао бити задовољан резултатом овог састанка. Добио је град Триполи (наравно, пошто га освоји) и околину града. Постао је краљев вазал добијајући Џабалу. Бертран од Сен Жила примио је 12. јула 1109. године предају Триполија. Тако је град освојен и формирана Грофовија Триполи, чији је први владар био управо Бертран.
Бертран је успео да се отресе Виљема Жордана, који је погинуо на веома чудан начин. Погодила га је стрела директно у срце док је покушавао да раздвоји неке војнике који су се свађали. Остала је сумња да је све то вешто организовао Бертран. Бертран је освојио све територије које је Жордан држао.
Хришћани су доживели велики губитак када је Бертран 3. фебруара 1112. године преминуо. Владао је Триполијем тек три године, а Света земља није му донела много среће. Остао је упрљан убиством Виљема Жордана и то му се никада није заборавило.

## Породично стабло
|  |                       |  |  |  |  |  |  |  |  |  |  |  |  |  |  |  |
|  | 4. Понс Тулуски       |  |  |  |  |  |  |  |  |  |  |  |  |  |  |  |
|  |                       |  |  |  |  |  |  |  |  |  |  |  |  |  |  |  |
|  |                       |  |  |  |  |  |  |  |  |  |  |  |  |  |  |  |
|  | 2. Ремон Тулуски      |  |  |  |  |  |  |  |  |  |  |  |  |  |  |  |
|  |                       |  |  |  |  |  |  |  |  |  |  |  |  |  |  |  |
|  |                       |  |  |  |  |  |  |  |  |  |  |  |  |  |  |  |
|  | 5. Алмодис де ла Марш |  |  |  |  |  |  |  |  |  |  |  |  |  |  |  |
|  |                       |  |  |  |  |  |  |  |  |  |  |  |  |  |  |  |
|  |                       |  |  |  |  |  |  |  |  |  |  |  |  |  |  |  |
|  | 1. Бертран Тулуски    |  |  |  |  |  |  |  |  |  |  |  |  |  |  |  |
|  |                       |  |  |  |  |  |  |  |  |  |  |  |  |  |  |  |
|  |                       |  |  |  |  |  |  |  |  |  |  |  |  |  |  |  |